# Miltenberger Ring-Zeitung
Die Miltenberger Ring-Zeitung  war die Verbandszeitschrift des Miltenberger Rings (MR), eines Korporationsverbands nichtfarbentragender studentischer Verbindungen an Universitäten.
Der Titel erschien erstmals mit Ausgabe 2/1924 und letztmals mit Ausgabe 11/1935. Als Nachfolger brachte die Kameradschaft Alter Miltenberger von 1936 bis 1938 die Verbandszeitschrift Mitteilungen Alter Miltenberger heraus.